# Тополшиця
Тополшиця (словен. Topolšica) — поселення в общині Шоштань, Савинський регіон, Словенія. Висота над рівнем моря: 379,1 м.